# Magnetometria
La magnetometria o metodo magnetometrico è una tecnica per misurare l'intensità del campo magnetico terrestre e rivelarne anomalie. In ambito archeologico si possono rilevare formazioni sepolte tenendo conto delle proprietà del terreno oltre che al corpo sepolto da analizzare.

## Metodo di misura
Durante l'analisi bisogna utilizzare i parametri necessari per la procedura, il magnetometro valuta o l'intensità magnetica totale del campo magnetico (F) e il suo gradiente (ΔF) o la componente verticale Z ed il suo gradiente (ΔZ) in questo caso si parla di magnetometria differenziale.
I magnetometri usati in archeologia sono magnetometri nucleari cioè a precessione di protoni, i magnetometri Fluxgate e i magnetometri a pompaggio ottico.
Per effettuare un'analisi accurata bisogna avere un terreno uniforme con materiali fini, un terreno sabbioso o materiale vulcanico o un fondo roccioso comprometterebbe l'analisi.
In casi sfavorevoli si presentano rumori proveniente dall'apparecchio e per evitare tale problema si usano tecniche di filtraggio.